# Episema transversa
Episema transversa là một loài bướm đêm trong họ Noctuidae.